# Hersekli Ahmed Pacha
Hersekli Ahmed Pacha ou Hersekzade Ahmed Pacha, né en mai 1456 ou juillet 1459 à Herceg Novi (duché de Saint-Sava (en)) et mort le 21 juillet 1517 à Marach (Empire ottoman) est un militaire et homme politique ottoman. 

## Biographie

### Origine familiale
Stjepan Hercegović était le fils cadet de Stjepan Vukčić Kosača Herzog de Saint-Sava en Bosnie de la famille de Kosača et de son épouse Barbara fille de Ducia de Payro. Sa demi-sœur était la reine de Bosnie Katarina Kosača.
Stjepan Hercegović naît à Herceg Novi au début de mai 1456 ou mi-juillet 1459. Il se querelle avec son demi-frère Vlatko pour la succession de leur père mort en 1466 et se réfugie à Constantinople où il se convertit à l’Islam vers 1474. À partir de cette date Stjepan Hercegović est connu sous le nom de « Hersek-zāde Ahmet Paşa ».

### Grand Vizir
À partir de 1477 il est cité dans la suite du sultan Mehmet II. Il devient ensuite Beglerbeg d’Anatolie où il combat le prétendant Djem pour le compte de Bayezid II. Il combat également en Syrie les Mameluks d’Égypte il est vaincu, blessé et emmené en captivité au Caire. Après sa libération en 1487 Hersekli Ahmed Paşa exercera les charges de Grand Vizir et de Grand Amiral (Kapudan Pacha) de l’empire ottoman cinq fois pendant un total d’une dizaine d’années entre 1497 et 1516. 
Il est Grand Vizir une première fois en 1497 mais il est révoqué dès l’année suivante et nommé Kapudan Pacha et sandjakbeg de Gallipoli.
Rappelé en décembre 1502 il conclut un traité de paix avec Venise et une trêve avec la Hongrie le 19 août 1503 et demeure en charge jusqu'au 7 septembre 1506. Il est nommé une 3e fois Grand Vizir le 17 juillet 1511 et révoqué fin septembre de la même année à la demande des janissaires soulevés.
Après l’exécution du Grand Vizir Koca Moustapha Pacha, en 1512, il est rappelé en charge et il demeure en fonction jusqu’au 28 octobre 1514. Il est de nouveau révoqué mais ses successeurs Durakinoglu Ahmed Pacha et Hadim Ali Pacha s’attirent la colère du sultan Selim Ier et il est promu une 5e fois à la charge de Grand Vizir le 8 septembre 1515.
Le sultan Selim Ier le destitue lui aussi en avril 1516 et il est brièvement emprisonné, mais pardonné peu après grâce à l'intervention de son successeur Hadim Sinan Pacha. Au cours de son voyage de retour d'Égypte où il était allé féliciter le sultan pour sa victoire, Hersekli Ahmed Pacha meurt le 21 juillet 1517.

## Légende?
Lorsque les enfants de la reine de Bosnie Katarina Kosača sont capturés et envoyés à Constantinople où il se convertissent à l’islam, la tradition ottomane indique que c’est le demi-frère de la reine, Hersekli Ahmed Paşa, qui prend soin d’eux à Istanbul, et que sous son patronage le fils aîné de Katarina, Sigismond, désormais dénommé Ishak-beg Kraloglu (i.e Kraljević) serait devenu un personnage influent du Sérail.

## Union et postérité
Avant le 14 décembre 1481 il épouse Khundi Khatun, une fille du sultan Bayezid II, dont :
- Huma une fille morte après 1551
- Ali Beg né avant 1509 mort après 1545
- Moustapha Beg né avant 1509 mort après 1582.

## Source
- Bernard Lewis, V.L Ménage, Charles Pellat, Joseph Schacht, Encyclopédie de l’Islam, G-P Maisonneuve & Larose SA, Paris, 1971, tome III, H-IRAM, p. 351-352.